# Solomon Asante
Solomon Asante Wiafe (* 6. března 1990, Kumasi, Ghana) je ghanský fotbalový útočník. V současnosti působí v konžském klubu TP Mazembe. V roce 2011 nastoupil k jednomu přátelskému zápasu za Burkinu Faso, od roku 2012 reprezentuje Ghanu.

## Klubová kariéra
Asante hrál v Ghaně za akademii Feyenoord Ghana. V letech 2009–2011 hrál za burkinafaský tým ASFA Yennenga, kde se stal v sezónách 2009/10 a 2010/11 nejlepším střelcem burkinafaské ligy. Poté se vrátil do Ghany do klubu Berekum Chelsea. V roce 2013 přestoupil do týmu TP Mazembe z DR Kongo.

## Reprezentační kariéra

### Burkina Faso
8. srpna 2011 nastoupil k jednomu přátelskému zápasu za A-mužstvo Burkiny Faso proti týmu Jihoafrické republiky (porážka 0:3).

### Ghana
V roce 2012 debutoval za ghanský národní tým.
Zúčastnil se Afrického poháru národů 2015 v Rovníkové Guineji, kde Ghana získala stříbrné medaile po finálové porážce v penaltovém rozstřelu s Pobřežím slonoviny.